# La Estacada, Jalisco
La Estacada är en ort i Mexiko.   Den ligger i kommunen Mazamitla och delstaten Jalisco, i den centrala delen av landet, 400 km väster om huvudstaden Mexico City. La Estacada ligger 2 106 meter över havet och antalet invånare är 212.
Terrängen runt La Estacada är huvudsakligen kuperad, men den allra närmaste omgivningen är platt. Runt La Estacada är det ganska glesbefolkat, med 28 invånare per kvadratkilometer. Närmaste större samhälle är Mazamitla, 2,6 km sydost om La Estacada. I omgivningarna runt La Estacada växer i huvudsak blandskog.